# 拐脚

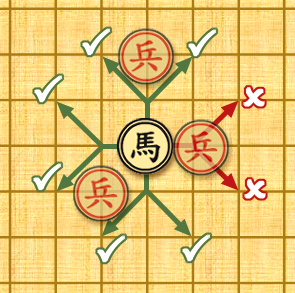
馬の走法と蹩脚

拐脚（かいきゃく、拐脚、拼音: guǎijiǎo グァイジャオ）または蹩脚は、シャンチー（中国象棋）において駒の移動を制限する方式の1つ。
シャンチーでは、馬、傌は「日」の字形の対角線の反対側まで移動するが、もし前方に他の駒があれば移動することができない。これは絆馬脚（馬の脚を引っ掛ける）や蹩馬腿（馬の腿をくじく）と呼ばれる。
また、象、相は「田」の字形の対角線の反対側まで移動するが、田の字形の中央に駒があれば移動できない。これは塞象眼（象の眼を塞ぐ）と呼ばれる。
チャンギ（朝鮮将棋）の象は「用」の字形の対角線の反対側まで移動するが、「用」の字の中の「田」の字の中心あるいは下の角に駒があれば移動できない。